# Lago Basso del Flumendosa
Il lago Basso del Flumendosa si trova nelle vicinanze del nuraghe Arrubiu ed è formato da una delle due dighe lungo il tratto del fiume Flumendosa.
La seconda diga a quota 268 m s.l.m. forma questo invaso che misura 17 km di lunghezza ed è largo 500 metri circa. Ha una capienza di 317 milioni di metri cubi, ed è stato realizzato nel 1952, per produzione di energia elettrica e l'irrigazione del Campidano. Una galleria artificiale lunga 6 km, lo collega al lago Mulargia.